# Megachile griseola
Megachile griseola är en biart som beskrevs av Cockerell 1931. Megachile griseola ingår i släktet tapetserarbin, och familjen buksamlarbin. Inga underarter finns listade i Catalogue of Life.